# Scottish Cup 1947-1948
La Scottish Cup 1947-1948 è stata la 63ª edizione del torneo. I Rangers ha vinto il trofeo per l'undicesima volta nella loro storia.

## Formula
In ogni turno si giocavano gare di sola andata; in caso di parità si disputava un replay a campi inveriti; in caso di ulteriore parità si procedeva con i supplementari e i rigori.

## Partite

### Primo turno
Gare disputate il 24 gennaio 1948.
| Squadra 1          | Risultato   | Squadra 2           |
| ------------------ | ----------- | ------------------- |
| Albion Rovers      | 0 – 2       | Hibernian           |
| Arbroath           | 9 – 1       | Babcock & Wilcox    |
| Ayr Utd            | 1 – 2       | Greenock Morton     |
| Berwick Rangers    | 2 – 4       | Cowdenbeath         |
| Dundee             | 2 – 4       | Hearts              |
| East Fife          | 2 – 0       | Kilmarnock          |
| Inverness          | 1 – 6       | Falkirk             |
| Motherwell         | 2 – 2 (dts) | Hamilton Academical |
| Queen of the South | 1 – 0       | Stenhousemuir       |
| St. Mirren         | 8 – 0       | Shawfield Amateurs  |
| Stranraer          | 0 – 1       | Rangers             |
| Clachnacuddin      | 0 – 2       | St. Johnstone       |

#### Replay
Gara disputata il 31 gennaio 1948.
| Squadra 1           | Risultato | Squadra 2  |
| ------------------- | --------- | ---------- |
| Hamilton Academical | 0 - 2     | Motherwell |

### Secondo turno
Gare disputate il 7 febbraio 1948.
| Squadra 1           | Risultato | Squadra 2          |
| ------------------- | --------- | ------------------ |
| Airdrieonians       | 2 – 1     | Hearts             |
| Alloa Athletic      | 0 – 1     | Queen of the South |
| Celtic              | 3 – 0     | Cowdenbeath        |
| Clyde               | 2 – 1     | Dunfermline        |
| East Fife           | 5 – 1     | St. Johnstone      |
| Hibernian           | 4 – 0     | Arbroath           |
| Montrose            | 2 – 0     | Duns               |
| Greenock Morton     | 3 – 2     | Falkirk            |
| Motherwell          | 1 – 0     | Third Lanark       |
| Nithsdale Wanderers | 0 – 5     | Aberdeen           |
| Partick Thistle     | 4 – 3     | Dundee Utd         |
| Peterhead           | 1 – 2     | Dumbarton          |
| Queen's Park        | 8 – 2     | Deveronvale        |
| Rangers             | 4 – 0     | Leith Athletic     |
| St. Mirren          | 2 – 0     | East Stirlingshire |
| Stirling Albion     | 2 – 4     | Raith Rovers       |

### Ottavi di finale
Gare disputate il 21 febbraio 1948.
| Squadra 1       | Risultato | Squadra 2          |
| --------------- | --------- | ------------------ |
| Airdrieonians   | 3 – 0     | Raith Rovers       |
| Celtic          | 1 – 0     | Motherwell         |
| Dumbarton       | 0 – 1     | East Fife          |
| Hibernian       | 4 – 2     | Aberdeen           |
| Montrose        | 2 – 1     | Queen of the South |
| Greenock Morton | 3 – 0     | Queen's Park       |
| Rangers         | 3 – 0     | Partick Thistle    |
| St. Mirren      | 2 – 1     | Clyde              |

### Quarti
Gare disputate il 6 marzo 1948.
| Squadra 1     | Risultato | Squadra 2       |
| ------------- | --------- | --------------- |
| Airdrieonians | 0 – 3     | Greenock Morton |
| Celtic        | 4 – 0     | Montrose        |
| Hibernian     | 3 – 1     | St. Mirren      |
| Rangers       | 1 – 0     | East Fife       |

### Semifinali
Gare disputate il 27 marzo 1948.
| Squadra 1       | Risultato   | Squadra 2 |
| --------------- | ----------- | --------- |
| Greenock Morton | 1 - 0 (dts) | Celtic    |
| Rangers         | 1 - 0       | Hibernian |

### Finale
Gara disputata il 17 aprile 1948.
| Squadra 1 | Risultato   | Squadra 2       |
| --------- | ----------- | --------------- |
| Rangers   | 1 - 1 (dts) | Greenock Morton |

#### Replay
Gara disputata il 21 aprile 1948.
| Squadra 1 | Risultato   | Squadra 2       |
| --------- | ----------- | --------------- |
| Rangers   | 1 - 0 (dts) | Greenock Morton |

| Glasgow 21 aprile 1948                           | Rangers   | 1 – 0 referto | Greenock Morton | Hampden Park (133 750 spett.) |
| \| \| \| \| \| Williamson 36’ \| Marcatori \| \| |           |               |                 |                               |
|                                                  |           |               |                 |                               |
| Williamson 36’                                   | Marcatori |               |                 |                               |